# Xenopus parafraseri
Xenopus parafraseri es una especie de anfibio anuro de la familia Pipidae.

## Distribución geográfica
Esta especie se encuentra en Camerún, Gabón y la República del Congo. 
Su presencia es incierta en Guinea Ecuatorial.

## Publicación original
- Evans, Carter, Greenbaum, Gvoždík, Kelley, McLaughlin, Pauwels, Portik, Stanley, Tinsley, Tobias & Blackburn, 2015 : Genetics, morphology, advertisement calls, and historical records distinguish six new polyploid species of African Clawed Frog(Xenopus, Pipidae) from West and Central Africa. PLOS ONE, vol. 10, n.º 12, e0142823, p. 1–51[4]